# Alkannine
« E103 » redirige ici. Pour les autres significations, voir E103 (homonymie).
L'alkannine ou jaune chrysoïne S est un colorant rouge-brun (E103) naturel provenant de l'orcanette des teinturiers (Alkanna tinctoria), une espèce de plantes dicotylédones de la famille des Boraginaceae, originaire du bassin méditerranéen. C'est un colorant alimentaire et cosmétique, qui a été classé dangereux et est supprimé dans les pays du marché commun depuis 1978, mais reste utilisé dans certains pays, par exemple l'Australie.

## Propriétés
L'alkannine est rouge foncé dans un environnement acide et bleu dans un environnement alcalin[. Sa structure de dérivé naphtoquinonique a été déterminée par le chimiste allemand Hans Brockmann (de) en 1936. Le carbone 1 étant asymétrique, l'alkannine existe sous la forme de deux énantiomères, R et S ; l'énantiomère Rest connu sous le nom de shikonine, et le racémique sous celui de shikalkine,.
L'écorce des racines (couches de liège) de l'orcanette contient de grandes quantités de pigments naphtoquinoniques rouges, ce qui explique que les racines de ces plantes soient rouge-violet. Si la shikonine est extraite de tissus frais, elle s'assombrit progressivement sur plusieurs jours, pour finalement former des précipités noirs, que l'on pense être des polymères.

## Biosynthèse
L'enzyme 4-hydroxybenzoate géranyltransférase utilise le diphosphate de géranyle et le 4-hydroxybenzoate pour produire le 3-géranyl-4-hydroxybenzoate et le diphosphate. Ces composés sont ensuite utilisés pour former l'alkannine.